# Sanctuaire animalier de Karori
Karori Wildlife Sanctuary est une zone naturelle protégée à Wellington (Nouvelle-Zélande) où la biodiversité de 225 ha de forêt est en cours d'être restaurée. Le but fixé lors de sa création est de rendre à cette vallée l'apparence qu'elle avait avant l'arrivée des humains, plus particulièrement des colons.
Une des premières étapes a été d'établir une barrière efficace pour éviter que des mammifères ne pénètrent dans la réserve. En effet, la faune indigène, et dans une moindre mesure la végétation, est particulièrement sensible à ces prédateurs arrivés en même temps que les colons (rat, chats, opossum, ...). Cette barrière au maillage très étroit (stopper les souris) fait plus de 2 mètres de haut (mammifères sauteurs) et se termine par un demi-tube arrondi côté extérieur (mammifères grimpeurs). Une fois toute la barrière érigée, il a fallu éliminer tous les mammifères présents au moyen de pièges. Ceux-ci ont été maintenant convertis en outil de détection pour pouvoir réagir rapidement au cas où un mammifère parviendrait malgré tout à entrer.
La faune aviaire se reconstitue, notamment par la réintroduction de spécimens provenant d'îlots où ils avaient été protégés. Symbole par excellence du pays, le kiwi est également présent.
La végétation commence lentement à se rétablir dans les zones qui avaient été déboisées, mais on estime qu'il faudra près de 500 ans pour qu'elle soit comme au début. En outre, il faut encore éliminer certaines espèces importées. Parmi les plantes présentes, on peut notamment citer plus de 50 espèces de fougères, des plus petites à la fougère arborescente, ainsi qu'un exemplaire de l'arbre Rata, spécifique à cette région du monde.